# Martijn Keizer
Martijn Keizer (Muntendam, Menterwolde, 25 de març de 1988) és un ciclista neerlandès que competeix professionalment des del 2011. Actualment corre per l'equip Team LottoNL-Jumbo.

## Palmarès
- 2005
  - 1r al Gran Premi Rüebliland
- 2007
  - 1r al Tour de l'Haut-Anjou i vencedor d'una etapa
- 2010
  -  Campió dels Països Baixos en contrarellotge sub-23
  - Vencedor d'una etapa al Tour de Bretanya
  - Vencedor d'una etapa al Circuito Montañés
- 2011
  - 1r als Boucles de l'Aulne

### Resultats a la Volta a Espanya
- 2011. 153è de la classificació general
- 2012. 102è de la classificació general
- 2014. 80è de la classificació general
- 2015. 153è de la classificació general
- 2016. 137è de la classificació general

### Resultats al Giro d'Itàlia
- 2012. 126è de la classificació general
- 2013. 101è de la classificació general
- 2014. 67è de la classificació general
- 2015. 56è de la classificació general
- 2016. 102è de la classificació general
- 2017. 116è de la classificació general